# Markus Merthin, medico delle donne
Markus Merthin, medico delle donne (Frauenarzt Dr. Markus Merthin) è una serie televisiva tedesca in 53 episodi trasmessi per la prima volta nel corso di 2 stagioni dal 1994 al 1997. È una serie del genere medico incentrata di un ginecologo in una clinica nella zona del Chiemsee, in Germania.

## Trama
Il dottor Markus Merthin lavora in una clinica ginecologica ed è molto popolare con le sue pazienti per la sua sensibilità e per la sua capacità di donare loro consigli non solo a livello medico. Merthin è sposato con Marlene ed ha una figlia adolescente, Heinke. Ben presto però si separa dalla moglie e si innamora della pediatra Dorothee Wilke. Dorothee resta poi incinta, ma il loro bambino muore prima di nascere e poco dopo muore anche Dorothee. In seguito Markus cambia clinica e inizia una relazione con Karina Vandré.

## Personaggi e interpreti
- Dottor Markus Merthin (53 episodi, 1994-1997), interpretato da Sascha Hehn.
- Henriette (30 episodi, 1994-1997), interpretata da Uta Schorn.
- Dottoressa Dorothee Wilke (25 episodi, 1994-1997), interpretata da Simone Thomalla.
- Berthold Weckerlein (20 episodi, 1997), interpretato da Michael Fitz.
- Claudia (20 episodi, 1997), interpretata da Sandra Keller.
- Wilma (19 episodi, 1997), interpretata da Regina Lemnitz.
- Dottor Hans-Peter Lässig (18 episodi, 1995-1997), interpretato da Werner Haindl.
- Prof. Dottor Edwin Fockenberg (17 episodi, 1997), interpretato da Charles Brauer.
- Martha Ruckhaberle (16 episodi, 1997), interpretata da Veronika Fitz.
- Herr Rottmann (16 episodi, 1997), interpretato da Udo Thomer.
- Heinke Merthin (15 episodi, 1994-1997), interpretato da Susanna Wellenbrink.
- Dottoressa Katja Amthor (15 episodi, 1995-1997), interpretata da Anka Baier.
- Hannelore (15 episodi, 1994-1995), interpretata da Petra Kleinert.
- Oskar (15 episodi, 1995-1997), interpretato da Ulrich Faulhaber.
- Marlene Merthin (14 episodi, 1994-1995), interpretata da Sona MacDonald.
- Eller Büttel (13 episodi, 1994-1995), interpretata da Eva Brumby.

## Produzione
La serie fu prodotta da Klaus Gotthardt Le musiche furono composte da Günther Fischer.

### Registi
Tra i registi sono accreditati:
- Matthias Gohlke in 36 episodi (1994-1997)

### Sceneggiatori
Tra gli sceneggiatori sono accreditati:
- Rolf Gumlich in 25 episodi (1995-1997)
- Barbara Gumlich in 6 episodi (1995-1997)
- Werner Lüder in 5 episodi (1994-1995)
- Anne Dessau in 3 episodi (1995)
- Lutz Groth

## Distribuzione
La serie fu trasmessa in Germania dal 26 dicembre 1994 al 2 settembre 1997 sulla rete televisiva ZDF. In Italia è stata trasmessa con il titolo Markus Merthin, medico delle donne.
Alcune delle uscite internazionali sono state:
- in Germania il 26 dicembre 1994 (Frauenarzt Dr. Markus Merthin)
- in Francia nel 2000 (Docteur Markus Merthin)
- in Italia (Markus Merthin, medico delle donne)

## Episodi
| Stagione         | Episodi | Prima TV Germania | Prima TV Italia |
| ---------------- | ------- | ----------------- | --------------- |
| Prima stagione   | 19      | 1994-1995         |                 |
| Seconda stagione | 34      | 1997              |                 |